# Johann Redowsky
Johann Franz Redowsky, auch Johannes (russisch Иван Иванович Редовский Iwan Iwanowitsch Redowski auch Ivan Ivanovich Redowsky, Redoffsky) (* 1. Januar 1774 in Memel; † 27. Januarjul. / 8. Februar 1807greg. in Gischiginsk) war ein ostpreußischer, deutsch-russischer Botaniker.

## Leben

### Herkunft und Familie
Johann war Sohn des Kaufmanns Johann Redowsky und der Luise, geborene Koch. Einzige Erbin Redowskys war seine Schwester Anna Florentine († 4. Januar 1819). Diese war mit dem Bauinspekteur Friedrich Wilhelm Bernis († 13. Januar 1819) verheiratet und wurde Mutter des späteren Generalmajors Julius Bernis.

### Werdegang
Redowsky studierte in Königsberg und Jena Botanik und Medizin, wurde schließlich zum Dr. med. promoviert. Anschließend begab er sich nach Riga, um als Privatlehrer zu unterrichten.
Zu Beginn des Jahres 1799 verzog er nach Moskau, wo er mit Christian Friedrich Stephan (1757–1814) Bekanntschaft schloss. Dieser war als Botaniker Direktor des botanischen Gartens beim Landsitz Gorenki östlich von Moskau (heute in der Stadt Balaschicha). Der Besitzer, Graf Alexei Kirillowitsch Rasumowski (1748–1822), beschäftigte ihn dann in den Jahren 1803 und 1804 zunächst als Inspektor, schließlich nach dem Weggang Stephans nach Sankt Petersburg als Direktor des Botanischen Gartens, der unter seiner Ägide eine schnelle und vielfach anerkannte Entwicklung nahm. Zuvor hatte er 1803 eine Einladung abgelehnt, an der Weltumsegelung von Adam Johann von Krusenstern teilzunehmen.

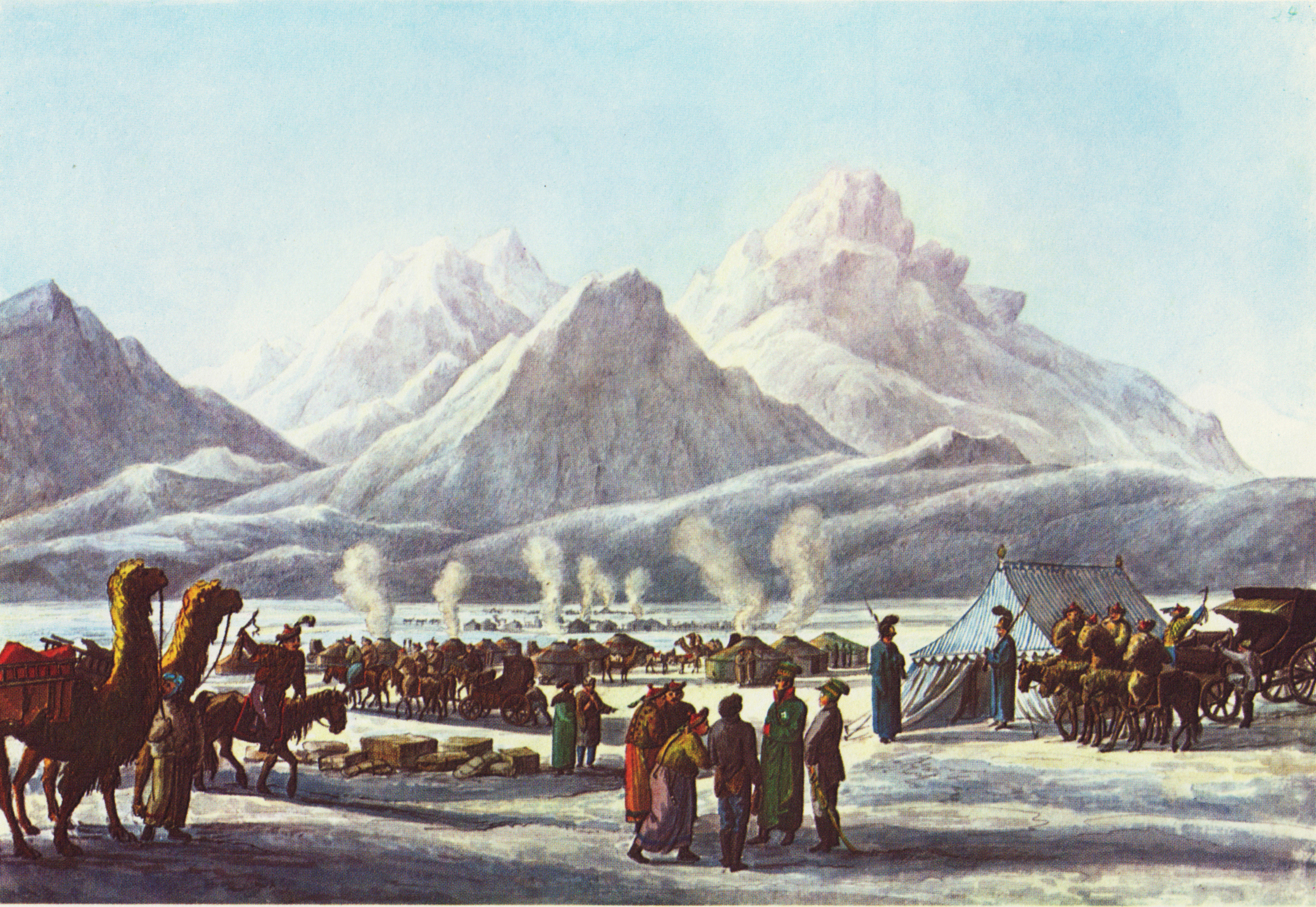
Aufbruch der Golowkin-Gesandtschaft von einem Lagerplatz 1805/1806

Nachdem er am 27. Februar 1805 Adjunkt für Botanik der Akademie der Wissenschaften geworden war, schloss sich Redowsky im März 1805 der Gesandtschaftsreise des Grafen Golowkin nach China an. Während der Reise von Moskau über Kasan, Ekaterinburg und Krasnojarsk nach Irkutsk legte er eine botanische Sammlung an und arbeitete eng mit seinen mitreisenden Kollegen Michael Friedrich Adams und Joseph Rehmann zusammen. Nachdem die Gesandtschaft in Urga zurückgewiesen wurde, kehrte Redowsky nach Irkutsk zurück und unternahm auf Anordnung der Akademie eine neue Reise nach Kamtschatka und zu den Kurilen, die auf drei Jahre angelegt war. Er untersuchte die Aldan-Bergkette und das Ochotskische Ufer, besuchte Udskoje sowie Ochotsk und sammelte Pflanzen, Mineralien, vulkanische Proben und Fische, erreichte schließlich zu Beginn des Jahres 1807 Gischiginsk, wo er unter ungeklärten Umständen ums Leben kam und am rechten
Ufer der Gischiga begraben wurde.
Redowsky war seit 1802 Mitglied der Jenaer Gesellschaft der Naturforscher sowie seit 1805 auch der Freien Ökonomischen Gesellschaft und seit 1806 der Moskauer Gesellschaft der Naturforscher.
Redowsky war polyglott, neben Deutsch und Russisch beherrschte er auch Englisch, Spanisch, Italienisch, Französisch und Latein.
Sein offizielles botanisches Autorenkürzel lautet „I.Redowsky“.

### Werke
- Enumeratio plantarum quae in horto Excellentissimi Comitis Alexii a Razumowsky in pago Mosquensii Gorinka vigent, 1803/1804

### Nachlass und Nachwirken
Die sibirischen Pflanzensammlungen Redowskys befinden sich im Botanischen Institut der Akademie der Wissenschaften im Bestand von Chamisso. Da das Herbarium durch Chamisso zunächst nach Deutschland und erst 1841 von der St. Petersburger Akademie der Wissenschaften erworben wurde, konnten einige namhafte deutsche und russische Gelehrte, darunter Johann Georg Christian Lehmann, Karl Johann Maximowicz, Carl Bernhard Trinius oder Friedrich Ernst Ludwig von Fischer, mit dem Material arbeiten. Einzelne von Redowsky gesammelte Belege wurden von Johann Heinrich Rudolph (1744–1809)
bearbeitet.
Von Redowsky wurde benannt:
- die Art Peucedanum baicalense (I.Redowsky ex Willdenow, W.D.J.Koch) der Gattung Haarstrang (Peucedanum)

Nach Redowsky wurde wenigstens 15 Organismen benannt, darunter:
- die Gattung Redowskia Cham. et Schltdl. der Kreuzblütler (Cruciferae)
- die Art Artemisia redowskyi Ledeb. der Gattung Artemisia der Kreuzblütler (Artemisia)
- die Art Andromeda Redowskiana Ch. et Schl. aus dem Tribus Andromedeae der Familie der Heidekrautgewächse (Ericaceae)
- die Art Campanula Redowskiana Cham. aus der Gattung der Glockenblumen (Campanula)
- die Art Erysimum redowskii Weinm. aus der Gattung der Schöteriche (Erysimum)
- die Art Rhododendron redowskianum Maxim. aus der Gattung der Rhododendren ( Rhododendron)